# Genjeng
Genjeng is een bestuurslaag in het regentschap Nganjuk van de provincie Oost-Java, Indonesië. Genjeng telt 2595 inwoners (volkstelling 2010).